# Sozialwissenschaften und Berufspraxis
Sozialwissenschaften und Berufspraxis (SuB) ist eine deutsche wissenschaftliche Fachzeitschrift. Im Mittelpunkt der Zeitschrift stehen soziologische Themen. Herausgeber ist der Berufsverband Deutscher Soziologinnen und Soziologen. Die Redaktion der 1979 gegründeten Zeitschrift hat ihren Sitz an der Universität Hamburg.

## Schwerpunkte
Der Schwerpunkt der SuB ist die angewandte Soziologie mit Fragen zur soziologischen Berufspraxis, Evaluation, empirischer Sozialforschung oder soziologischer Beratung. Innovativ an dieser Zeitschrift für die deutschsprachige Soziologie ist die Kommunikation zwischen Hochschulforschung und Hochschullehre mit der sozialwissenschaftlichen Praxis. Dabei ist die SuB orientiert an der Breite soziologischer Handlungsfelder. In diesem Kontext kommen wissenschaftliche wie alltägliche Themen und Entwicklungen zur Sprache.

## Schwerpunktthemen
Zwischen 1979 und 2001 war die SuB mit Einzelbeiträgen ausgestaltet. Seit 2002 behandelt jede Ausgabe ein Schwerpunktthema aus verschiedenen Perspektiven. Die bisherigen Schwerpunkte sind:
2007
- Führung und Veränderung

2006
- Stadt, Region, Corporate Citizenship
- Wer gestaltet den sozialen Wandel

2005
- Wer gestaltet den sozialen Wandel
- Gesundheit

2004
- Methoden in der Praxis
- Der Arbeitsmarkt für Sozialwissenschaftler

2003
- Soziologische Beratung
- Gewalt und Gesellschaft

2002
- Berufseinmündung und Berufstätigkeit von Sozialwissenschaftlern
- Soziologie und Ethik

## Formale Aufbau der Zeitschrift
Formal gliedern sich die Ausgaben der SuB in vier Rubriken:
- In der 1. Rubrik, die Beiträge, werden wissenschaftliche Abhandlungen zu den jeweiligen Schwerpunkten veröffentlicht.
- In der 2. Rubrik, die Berichte, erscheinen Artikel zu konkreten universitären und außeruniversitären Projekten.
- In der 3. Rubrik, die Praxisfelder, werden soziologische Tätigkeitsfelder besprochen, ggf. ergänzt um das Praktiker-Interview.
- In der 4. Rubrik, die Diskussion, reflektieren die Autoren wissenschaftlich gestützte Meinungsbilder.

Des Weiteren erscheinen Rezensionen sowie Informationen zu sozialwissenschaftlich relevanten Ereignissen. Schließlich können sich Mitglieder und Interessierte unter den Verbandsmitteilungen einen Überblick über die Aktivitäten des Berufsverbandes Deutscher Soziologinnen und Soziologen (BDS) verschaffen.

## Erscheinungsort
Die Zeitschrift erscheint zweimal jährlich in der Lucius & Lucius Verlagsges. mbH in Stuttgart, zuvor bei Leske + Budrich. Erfasst wird die SuB im Sozialwissenschaftlichen Informationssystem SOLIS des Informationszentrums Sozialwissenschaften in Bonn.